# John Alefounder
John Alefounder, född 1757 i Colchester i England, död 25 december 1794 i Calcutta i Indien, var en engelsk porträtt- och miniatyrmålare.
John Alefounder blev 1776 elev vid Royal Academy Schools. Från 1777 till 1793 utställde han vid Royal Academy of Arts. Han utställde mestadels porträtt. Han vann 1782 en silvermedalj. Francesco Bartolozzi och C.H. Hodges graverade hans porträtt.
John Alefounder var verksam i London och flyttade sedan till Indien. Enligt William Baillie begick han självmord på grund av ekonomiska bekymmer.